# Fed Cup 2009 Zona Euro-Africana Group II - Pool B
Il Gruppo B della zona Euro-Africana Group II nella Fed Cup 2009 è uno dei 2 gruppi in cui è suddiviso il Group II della zona Euro-Africana. Tre squadre si sono scontrate in un girone all'italiana.
|   | Pool B          | Sudafrica | Georgia | Turchia |
| 1 | Sudafrica (2-0) |           | 2-1     | 2-1     |
| 2 | Georgia (1-1)   | 1-2       |         | 3-0     |
| 3 | Turchia (0-2)   | 1-2       | 0-3     |         |

## Turchia vs. Sudafrica
| Turchia 1 | Attaleya Shine Tennis Club, Antalia, Turchia 22 aprile 2009 cemento | Attaleya Shine Tennis Club, Antalia, Turchia 22 aprile 2009 cemento | Sudafrica 2 |     |     |  |
| \| \| \| \| 1 \| 2 \| 3 \| \| \| - \| \| ----------------------------------------------------------- \| --- \| --- \| --- \| \| \| 1 \| \| Çağla Büyükakçay Lizaan Du Plessis \| 6 7 \| 7 5 \| 6 4 \| \| \| 2 \| \| Pemra Özgen Natalie Grandin \| 2 6 \| 6 3 \| 3 6 \| \| \| 3 \| \| Pemra Özgen / İpek Şenoğlu Kelly Anderson / Natalie Grandin \| 6 3 \| 1 6 \| 2 6 \| \| |                                                                     |                                                                     |             |     |     |  |
| |                                                                     |                                                                     | 1           | 2   | 3   |  |
| 1 | Turchia (bandiera) · Sudafrica (bandiera)                           | Çağla Büyükakçay Lizaan Du Plessis                                  | 6 7         | 7 5 | 6 4 |  |
| 2 | Turchia (bandiera) · Sudafrica (bandiera)                           | Pemra Özgen Natalie Grandin                                         | 2 6         | 6 3 | 3 6 |  |
| 3 | Turchia (bandiera) · Sudafrica (bandiera)                           | Pemra Özgen / İpek Şenoğlu Kelly Anderson / Natalie Grandin         | 6 3         | 1 6 | 2 6 |  |

## Turchia vs. Georgia
| Turchia 0 | Attaleya Shine Tennis Club, Antalia, Turchia 23 aprile 2009 cemento | Attaleya Shine Tennis Club, Antalia, Turchia 23 aprile 2009 cemento | Georgia 3 |      |     |  |
| \| \| \| \| 1 \| 2 \| 3 \| \| \| - \| \| -------------------------------------------------------------- \| --- \| ---- \| --- \| \| \| 1 \| \| Çağla Büyükakçay Margalita Chakhnašvili \| 5 7 \| 2 6 \| \| \| \| 2 \| \| Pemra Özgen Anna Tatišvili \| 0 6 \| 3 6 \| \| \| \| 3 \| \| İpek Şenoğlu / Melis Sezer Manana Shapakidze / Sofia Shapatava \| 3 6 \| 74 6 \| 4 6 \| \| |                                                                     |                                                                     |           |      |     |  |
| |                                                                     |                                                                     | 1         | 2    | 3   |  |
| 1 | Turchia (bandiera) · Georgia (bandiera)                             | Çağla Büyükakçay Margalita Chakhnašvili                             | 5 7       | 2 6  |     |  |
| 2 | Turchia (bandiera) · Georgia (bandiera)                             | Pemra Özgen Anna Tatišvili                                          | 0 6       | 3 6  |     |  |
| 3 | Turchia (bandiera) · Georgia (bandiera)                             | İpek Şenoğlu / Melis Sezer Manana Shapakidze / Sofia Shapatava      | 3 6       | 74 6 | 4 6 |  |

## Sudafrica vs. Georgia
| Sudafrica 2 | Attaleya Shine Tennis Club, Antalia, Turchia 24 aprile 2009 cemento | Attaleya Shine Tennis Club, Antalia, Turchia 24 aprile 2009 cemento       | Georgia 1 |      |     |  |
| \| \| \| \| 1 \| 2 \| 3 \| \| \| - \| \| ------------------------------------------------------------------------- \| --- \| ---- \| --- \| \| \| 1 \| \| Lizaan Du Plessis Margalita Chakhnašvili \| 6 2 \| 6 4 \| \| \| \| 2 \| \| Natalie Grandin Anna Tatišvili \| 6 2 \| 2 6 \| 4 6 \| \| \| 3 \| \| Kelly Anderson / Natalie Grandin Margalita Chakhnašvili / Sofia Shapatava \| 6 4 \| 6 75 \| 6 3 \| \| |                                                                     |                                                                           |           |      |     |  |
| |                                                                     |                                                                           | 1         | 2    | 3   |  |
| 1 | Sudafrica (bandiera) · Georgia (bandiera)                           | Lizaan Du Plessis Margalita Chakhnašvili                                  | 6 2       | 6 4  |     |  |
| 2 | Sudafrica (bandiera) · Georgia (bandiera)                           | Natalie Grandin Anna Tatišvili                                            | 6 2       | 2 6  | 4 6 |  |
| 3 | Sudafrica (bandiera) · Georgia (bandiera)                           | Kelly Anderson / Natalie Grandin Margalita Chakhnašvili / Sofia Shapatava | 6 4       | 6 75 | 6 3 |  |